# The Best of L'Arc~en~Ciel 1994-1998
En 2003 L'Arc~en~Ciel lanza dos compilaciones que recogen las mejores canciones de su carrera; la primera reúne 15 tracks incluidos en los álbumes editados entre 1994 y 1998, siendo 8 de ellos singles: Blurry Eyes, Vivid Colors, Natsu no yuu-utsu [time to say good-bye], Kaze ni kienaide, flower, Lies and Truth, Niji y winter fall. Además, la edición limitada venía acompañada de un DVD con tres videoclips: Kaze ni kienaide, Blurry Eyes y Nemuri ni yosete.

## CD
| #   | Título                                  | Álbum original: | Compuesta por:                                                         |
| --- | --------------------------------------- | --------------- | ---------------------------------------------------------------------- |
| 1.  | In the Air                              | Tierra          | hyde (letra y música) L'Arc~en~Ciel (arreglos)                         |
| 2.  | Blurry Eyes                             | Tierra          | hyde (letra) tetsu (música) L'Arc~en~Ciel (arreglos)                   |
| 3.  | Vivid Colors                            | heavenly        | hyde (letra) ken (música) L'Arc~en~Ciel y Akira Nishihira (arreglos)   |
| 4.  | and She Said                            | heavenly        | hyde (letra y música) L'Arc~en~Ciel (arreglos)                         |
| 5.  | Natsu no yu-utsu [time to say good-bye] | heavenly        | hyde (letra) ken (música) L'Arc~en~Ciel y Akira Nishihira (arreglos)   |
| 6.  | Kaze ni kienaide                        | True            | hyde (letra) tetsu (música) L'Arc~en~Ciel y Masahide Sakuma (arreglos) |
| 7.  | flower                                  | True            | hyde (letra y música) L'Arc~en~Ciel y Takao Konishi (arreglos)         |
| 8.  | Lies and Truth                          | True            | hyde (letra) ken (música) L'Arc~en~Ciel y Akira Nishihira (arreglos)   |
| 9.  | Caress of Venus                         | True            | hyde (letra) ken (música) L'Arc~en~Ciel y Hajime Okano (arreglos)      |
| 10. | the Fourth Avenue Cafe                  | True            | hyde (letra) ken (música) L'Arc~en~Ciel y Takeyuki Hatano (arreglos)   |
| 11. | Niji                                    | HEART           | hyde (letra) ken (música) L'Arc~en~Ciel y Chokkaku (arreglos)          |
| 12. | winter fall                             | HEART           | hyde (letra) ken (música) L'Arc~en~Ciel y Hajime Okano (arreglos)      |
| 13. | Shout at the Devil                      | HEART           | hyde (letra) ken (música) L'Arc~en~Ciel y Hajime Okano (arreglos)      |
| 14. | fate                                    | HEART           | hyde (letra) ken (música) L'Arc~en~Ciel y Hajime Okano (arreglos)      |
| 15. | Anata                                   | HEART           | hyde (letra) tetsu (música) L'Arc~en~Ciel y Hajime Okano (arreglos)    |

## DVD
| #  | Título                           |
| -- | -------------------------------- |
| 1. | L'Arc~en~Ciel - Kaze ni kienaide |
| 2. | L'Arc~en~Ciel - Blurry Eyes      |
| 3. | L'Arc~en~Ciel - Nemuri ni yosete |

- Datos: Q2777833